# Graye-sur-Mer
Graye-sur-Mer es una comuna francesa situada en el departamento de Calvados, en la región de Normandía.
Está ubicada sobre las costas del canal de la Mancha.

## Demografía
| 460 | 416 | 405 | 525 | 567 | 593 | 728 |
| Para los censos de 1962 a 1999 la población legal corresponde a la población sin duplicidades (Fuente: INSEE [Consultar]) |     |     |     |     |     |     |